# Penovsky (huyện)
Huyện Penovsky (tiếng Nga: Пеновский райо́н) là một huyện hành chính tự quản (raion), của Tỉnh Tver, Nga. Huyện có diện tích 2421 km², dân số thời điểm ngày 1 tháng 1 năm 2000 là 9400 người. Trung tâm của huyện đóng ở Peno.